# Casa Sastre
La Casa Sastre és una casa construïda per Jeroni Sastre i Rovira el 1728 al municipi de Piera (Anoia) inclosa en l'Inventari del Patrimoni Arquitectònic de Catalunya. És una de les moltes cases que durant els segles XVII i XIX es construïren a extramurs de la vila produint-se una important expansió urbana, allargassada amb l'eix del camí ral, formant un carrer de més de 2 km entre l'estació del ferrocarril i l'església parroquial. Casa pairal de caràcter urbà degut a la morfologia de la vila que es desenvolupà al llarg del carrer o eix del camí ral. És rellevant el tractament de la façana amb uns notables esgrafiats amb temes elusius a les arts i als oficis, obra de Ferran Serra. Sobresurten dues finestres amb gelosia. A sobre de la de l'extrem esquerre hi ha la data inscrita del 1728, i a damunt de la llinda de la porta hi figura la data de 1702-1738. És de planta baixa i dos pisos. Té balcons de ferro en el primer pis i a les finestres del segon hi ha baranes de fusta. Va ser reformada el 1960.

## Història
1. ↑  «Casa Sastre». Inventari del Patrimoni Arquitectònic de Catalunya.   Direcció General del Patrimoni Cultural de la Generalitat de Catalunya. [Consulta: 3 setembre 2015].